# Kenianische Beachhandball-Nationalmannschaft der Frauen
Die kenianische Beachhandball-Nationalmannschaft der Frauen repräsentiert den kenianischen Handballverband als Auswahlmannschaft Kenias auf internationaler Ebene bei Länderspielen im Beachhandball.
Eine als Unterbau fungieren die Nationalmannschaft der Juniorinnen wurde bislang noch nicht gegründet. Das männliche Pendant ist die Kenianische Beachhandball-Nationalmannschaft der Männer.

## Geschichte
Die kenianische Beachhandball-Nationalmannschaft der Frauen wurde für die ersten African Beach Games 2019 im Santa Maria Beach Park auf der kap-verdischen Insel Sal gegründet und ist damit eine von nach wie vor bislang (Stand Juli 2022) nur sechs afrikanischen Nationen, die je eine weibliche Beachhandball-Nationalmannschaft zusammengestellt haben. Das Turnier in Kap Verde war das erste Turnier in der dieser Sportart, das in Afrika für Nationalmannschaften ausgerichtet wurde. Die Mannschaft verlor bei diesem Turnier drei ihrer vier Spiele, einzig gegen Sierra Leone konnte gewonnen werden, womit die Mannschaft den letzten Platz in der als Liga ausgetragenen Meisterschaft belegte.
In den nächsten Jahren wurde in Kenia viel für die Weiterentwicklung des Sports getan, unter anderem eine nationale Meisterschaft eingeführt. Die Entwicklung wurde mit der Einladung zur ersten afrikanischen Station der im Vorjahr eingeführten Global Tour 2023 in Tunesien belohnt. Kenia konnte das Finale gegen die Gastgeberinnen erreichen, denen aber unterlegen wurde. Dennoch gewann die Mannschaft bei ihrem zweiten Turnier schon die erste internationale Medaille und erreichte ihr erstes Finale. Bei den African Beach Games 2023 an selber Stelle einen Monat später konnte Kenia diesen Erfolg genau so wiederholen.

## Teilnahmen
| World Games - 2001: nicht eingeladen - 2005: nicht eingeladen - 2009: nicht eingeladen - 2013: nicht qualifiziert - 2017: nicht qualifiziert - 2022: nicht qualifiziert | World Beach Games - 2019: nicht qualifiziert - 2023: nicht qualifiziert African Beach Games - 2019: 4. - 2023: 2. | Weltmeisterschaften - 2004: nicht qualifiziert - 2006: nicht qualifiziert - 2008: nicht qualifiziert - 2010: nicht qualifiziert - 2012: nicht qualifiziert - 2014: nicht qualifiziert - 2016: nicht qualifiziert - 2018: nicht qualifiziert - 2020: nicht qualifiziert, abgesagt - 2022: nicht qualifiziert | Global Tour - 2022: nicht eingeladen - 2023: 2. |

- ABG 2019: Sharon Chepkirui • Rachael Karisa • Winny Kerich • Faith Mueni • Euphrasia Mukasia • Hannah Murimi • Magdaline Muthoni • Neema Nzai • Michelle Oyoo[4]

- GT 2023: Wauna Wambua Abigael • Loraine Edna Achieng • Brenda Ariviza • Gladys Aiyitso Chilo • Jilline Luvuno Kiti • Winfred Kerubo Mienda • Euphrasia Mukhasia • Neema Nzai • Michelle Oyoo Odhiambo • Viona Pheleshia Wandera[5]

- ABG 2023:Michelle Adhiambo • Brenda Ariviza • Gladys Aiyitso Chilo • Viona Wandera[6]

## Trainer
| Cheftrainer/in - 2023: Carol Nyadiero |